# Strandebarm
Strandebarm är en kyrkby i Kvams kommun i Vestland fylke i västra Norge. Orten ligger vid fylkesväg 576, på västra sidan av Hardangerfjorden och utgör en del av tätorten Ploganes. Här finns Strandebarms kyrka.
Orten utgjorde tidigare centralort i dåvarande Strandebarms kommun.